# Brookesia superciliaris
Espèce
Synonymes
- Chamaeleo superciliaris Kuhl, 1820
- Chameleo brookesiana Gray, 1827

Statut de conservation UICN

 LC  : Préoccupation mineure
Statut CITES
Brookesia superciliaris est une espèce de sauriens de la famille des Chamaeleonidae.

## Répartition
Cette espèce est endémique de l'Est de Madagascar.

## Description
Ce caméléon nain est de petite taille, diurne, et vit au sol ou sur les branches basses des forêts.

## Publication originale
- Kuhl, 1820 : Beiträge zur Zoologie und vergleichenden Anatomie. Hermannsche Buchhandlung, Frankfurt, p. 1-152 (texte intégral).